# Michel Camilo
Michel Camilo (Santo Domingo, República Dominicana, 1954) és un compositor de música i pianista dominicà, que s'ha destacat sobretot al món del jazz.

## Biografia
Fascinat des de la infància per la música, Michel Camilo compon la primera peça musical amb solament cinc anys, per tal d'estudiar més tard al Conservatori Nacional del seu país, convertint-se amb 16 anys en membre de l'Orquestra Simfònica Nacional Dominicana. El 1979 viatja a Nova York (EUA) per a ampliar estudis en les Escoles de Música de Mannes i Julliard.
Michel Camilo és considerat com un pianista amb una tècnica brillant i compositor que li dona als seus temes ritmes caribenys i harmonies de jazz; la seva composició "Why not?" es va convertir en un èxit gravat per Paquito D'Rivera en un dels seus àlbums, que va ser guanyador d'un Grammy (1983) en la versió vocal dels Manhattan Transfer.
Va debutar com a director clàssic el 1987, quan l'Orquestra Simfònica Nacional de la República Dominicana li va convidar a dirigir un recital amb obres de Korsakoff, Beethoven, Dvořák i una composició pròpia, "The Goodwill Games Theme", que li van valer un Premi Emmy. Després, el pianista fitxaria per la multinacional Sony, publicant l'homònim "Michel Camilo", "Fire", i "On the other hand", tots ells, líders en les llistes internacionals de jazz.
Els següents anys van assistir a l'estrena mundial de la seva obra "Rhapsody for two pianos and Orchestra" (1992), a la banda sonora de la pel·lícula "Amo tu cama rica" del cineasta Emilio Martínez Lázaro, al llançament discogràfic de "Rendezvous" (1993), al nomenament com Doctor Honoris Causa per la Universidad de Santiago (República Dominicana), i a la publicació del seu disc per a Sony, "One More onze" (1994).
En la dècada dels noranta del segle xx, Michel Camilo va participar en el disc de Katia Labeque "Little Girl", i va compondre la banda sonora de "Two much", del cineasta espanyol Fernando Trueba, va editar un nou treball, "Thru my eyes" (Tropijazz/RMM), va participar en la nit temàtica del Carnegie Hall dedicada a "Gershwin: a portrait in jazz", i va produir el disc d'Ana Belén "Lorquiana", que fomentà la seua fascinació per la música d'inspiració espanyola i el flamenc.
L'experiència amb el flamenc, compartida al costat del pianista Chano Domínguez, li va animar a emprendre un projecte musical que tirava arrels, indistintament, en els universos del jazz i el flamenc, i que es va traduir en el disc "Spain", gravat al costat del que fou guitarrista de Camarón de la Isla, Tomatito. Gràcies a aquest àlbum Camilo i Tomatito van obtenir un Grammy Llatí en la categoria "Millor àlbum de jazz llatí" en la primera edició d'aquests prestigiosos guardons, celebrada a Los Angeles en 2000.
En el 2002 Michel Camilo va estrenar en el teatre Monumental de Madrid el Concert per a piano i orquestra (Decca-Universal), en el qual el pianista dominicà trasllada la seva inspiració llatina a l'univers de la música clàssica.

## Discografia
- 2011 - Mano a Mano
- 2009 - Caribe
- 2007 - Spirit of the Moment
- 2006 - Spain Again
- 2006 - Rhapsody In Blue
- 2005 - Solo
- 2003 - Live at the Blue Note
- 2002 - Triangulo
- 2002 - Piano Concerto, Suite & Caribe
- 2001 - Calle 54 (Soundtrack)
- 2000 - Spain
- 1997 - Thru My Eyes
- 1997 - Hands of Rhythm (Giovanni Hidalgo)
- 1996 - Two Much (Soundtrack)
- 1994 - One More Once
- 1993 - Rendezvous
- 1991 - Amo Tu Cama Rica (Soundtrack)
- 1990 - On the Other Hand
- 1989 - On Fire
- 1988 - Michel Camilo
- 1986 - Suntan
- 1985 - Why Not?